# Esther Vergeer
Esther Vergeer, née le 18 juillet 1981 à Woerden, est une joueuse de tennis handisport néerlandaise, professionnelle entre 1998 et 2013.
Elle est la meilleure joueuse de tennis en fauteuil de tous les temps. N°1 mondiale à partir de 1999, elle est principalement connue pour avoir été invaincue durant 470 matchs. Elle a perdu un match en simple pour la dernière fois le 30 janvier 2003 contre l'Australienne Daniela di Toro à Sydney (6-4, 6-1) et n'en a pas perdu un seul jusqu'à l'arrêt de sa carrière. Elle détient ainsi la plus longue invincibilité dans le tennis (le record chez les valides est détenu par Martina Navratilova avec 74 victoires) et la seconde plus longue dans un sport de raquette après Jahangir Khan en squash (555 victoires). Pendant cette période, elle a notamment gagné à 95 reprises sans perdre un seul jeu et a perdu un total de 18 sets.
Esther Vergeer est membre du International Tennis Hall of Fame depuis 2023.

## Biographie
Elle devient paraplégique à l'âge de 8 ans à la suite d'un accident médical lors d'une opération. Elle débute alors le tennis fauteuil en 1993 puis dispute des compétitions nationales et internationales à partir de 1995. Elle pratique également le basket à haut niveau et devient notamment championne d'Europe en 1997. En 1998, elle décide de se consacrer exclusivement au tennis.
En 2013, elle sort son autobiographie sous le titre Force et vulnérabilité.
Elle travaille désormais pour sa fondation mais aussi au sein du comité olympique néerlandais concernant l'équipe paralympique. Elle dirige la section handisport du tournoi de tennis de Rotterdam et a également un rôle de chef de mission, chargée du développement et de la promotion du sport chez les personnes handicapées.

## Carrière
Esther Vergeer compte à son palmarès 21 titres du Grand Chelem en simple et 22 en double, acquis entre 2002 et 2012. Ses premières victoires à l'Open d'Australie ont eu lieu dans un tournoi organisé dans un format Grand Chelem avec 8 joueuses mais disputé dans une catégorie inférieure. Jusqu'au milieu des années 2000, l'Open de France et l'US Open figuraient parmi les tournois les plus importants du calendrier mais n'étaient pas considérés comme des Grand Chelem et ne se déroulaient pas dans les mêmes villes. Tandis que le tournoi de Wimbledon ne se disputait qu'en double jusqu'en 2016. Ainsi, suivant les comptabilisations, on peut aller jusqu'à 26 titres en simple et 27 en double.
Elle a joué un total de 720 matchs officiels en simple selon l'ITF et elle compte 695 victoires pour seulement 25 défaites, soit presque 97 % de succès en carrière. Son bilan en double est de 441 victoires pour 35 défaites (93 %). En octobre 1998, elle devient n°1 mondiale en double à 17 ans, puis atteint le même rang en simple six mois plus tard.
En 1998, elle succède à Maaike Smit au palmarès du Masters et remporte 14 éditions consécutives du tournoi jusqu'en 2011. Entre 2007 et 2009, elle bat à chaque fois Korie Homan en finale. Dans le tournoi de double, crée en 2000, elle est tout d'abord finaliste la première année, puis titrée avec Smit entre 2001 et 2003, avec Jiske Griffioen entre 2005 et 2008, avec Homan en 2009 et enfin avec Sharon Walraven en 2011.
Elle a réussi l'exploit de remporter quatre olympiades consécutives de 2000 à 2012, les tableaux étant plus importants et plus relevés que la plupart des épreuves du calendrier annuel. En double, elle a remporté trois médailles d'or et une d'argent. Elle s'est facilement imposé en 2000 à Sydney et en 2004 à Athènes, à chaque fois contre une compatriote. En revanche, elle a connu beaucoup plus de mal à vaincre Korie Homan en finale des Jeux de Pékin. Elle s'impose en effet 6-2, 4-6, 7-65 après avoir écarté une balle de match. Les Jeux de Londres ne sont qu'une formalité puisqu'elle ne cède que 7 jeux en cinq matchs.
Elle annonce la fin de sa carrière en février 2013.
Parmi ses principales rivales, Korie Homan est celle qui a réussi a lui prendre le plus de sets (9) mais elle ne l'a jamais battu en 43 rencontres, de même pour Jiske Griffioen en 51 rencontres et pour Sharon Walreven en 56 confrontations. Elle a tout de même perdu à 5 reprises (43 victoires) contre Maaike Smit mais pas depuis 1999 et à 7 occasions face à Daniela di Toro (43 succès également) qui reste la dernière à l'avoir éliminé dans un tournoi.

## Palmarès

### Jeux paralympiques
- médaillée d'or en simple en 2000, 2004, 2008 et 2012
- médaillée d'or en double dames en 2000 et 2004 avec Maaike Smit et 2012 avec Marjolein Buis
- médaillée d'argent en double dames en 2008 avec Jiske Griffioen

### Victoires dans les tournois duGrand Chelem
- Open d'Australie :
  - en simple en 2002, 2003, 2004, 2006, 2007, 2008, 2009, 2011, 2012
  - en double dames en 2003, 2004, 2006, 2007, 2008, 2009, 2011, 2012
- Roland-Garros :
  - en simple en 2007, 2008, 2009, 2010, 2011, 2012
  - en double dames en 2007, 2008, 2009, 2011, 2012
- Wimbledon :
  - en double dames en 2009, 2010, 2011
- US Open :
  - en simple en 2005, 2006, 2007, 2009, 2010, 2011
  - en double en 2005, 2006, 2007, 2009, 2010, 2011

## Récompenses
- Laureus World Sports Awards : 2002 et 2008
- Trophée Jaap Eden du meilleur sportif néerlandais de l'année : 2002, 2003, 2005, 2008 et 2010
- Joueuse de l'année : 2002 et 2003